# Clădirea Diecezanei din Arad
Clădirea Diecezanei din Arad este un monument istoric aflat pe teritoriul municipiului Arad, operă a Lajos Szántay arhitec.